# Дипло
Томас Уэсли Пенц (англ. Thomas Wesley Pentz; род. 10 ноября 1978[…], Тьюпело, Миссисипи), более известный под псевдонимом Дипло — американский диджей и музыкальный продюсер. Является основателем лейбла звукозаписи Mad Decent. В данный момент активно работает над проектом Major Lazer.
Его усилиями латиноамериканские ритмы и африканские биты перекочевали из трущоб на танцполы. Деятельность Дипло трудно отнести к определённому стилю. Его вторая родина — Ямайка, где он пишет музыку и посещает вечеринки. Дипло помогает музыкантам в их творчестве.
В 2017 году занял 25 место в списке лучших диджеев мира по версии журнала DJ Magazine.
За 2018 год занял 6 место как один из самых высокооплачиваемых диджеев и продюсеров с доходом $28,5 млн.

## Биография
Настоящее имя музыканта — Thomas Wesley Pentz (Томас Уэсли Пенц). Родился он 10 ноября 1978 года в США, городе Тьюпело штата Миссисипи. Большую часть своей юности он провёл в Майами в магазине отца, который интересовался разной живностью — ламантинами, крокодилами, динозаврами. Интерес к палеонтологии он привил и сыну. Потом Томас Уэсли Пенц переехал в Филадельфию.
С 1997 года учился в Университете центральной Флориды, затем в университете Темпл (Филадельфия, штат Пенсильвания, США), там же работал диджеем, социальным работником и учителем. Помогал детям осваивать чтение и математику. Оставался с учениками после уроков. Давая интервью, говорил, что работа учителя плоха и тяжела. В жизни предпочитал изучать музыку и веселить людей.
В Филадельфии Томас Уэсли Пенц взял сценический псевдоним Уэс Галли, затем принял псевдоним «Дипло» — от названия динозавра.

## Карьера
Познакомившись с музыкантом DJ Low Budget, начал выступать с ним под именем группы Hollertronix. Выступления группы были весьма успешными.
В 2004 году Томас Уэсли Пенц под псевдонимом Дипло выпустил свой дебютный альбом 'Florida'. Альбом «Флорида» была записан дважды, сначала на CD дисках, потом на DVD. Томас является основателем и владельцем известного лейбла Mad Decent.
В 2009 году Дипло вместе с диджеем и продюсером Switch основал проект Major Lazer. Но в 2011 они расстались. Switch ушёл из проекта. В настоящее время в составе группы Major Lazer выступают Дипло, Jillionaire и Walshy Fire. Уэсли занимается продюсированием и сочинением музыки для рэперов и поп исполнителей.
Несколько лет на радио BBC Radio 1 ведёт еженедельное шоу 'Diplo & Friends'.
В 2013 году был номинирован на премию Грэмми в категории «неклассический Продюсер года».
В 2015 году Дипло стал самым популярным музыкантом в приложении для распознавания музыки Shazam. Пользователи запрашивали его треки около 40 миллионов раз за год .

## Личная жизнь
Встречался с певицей M.I.A. (2003 по 2008).
Имеет двух сыновей с Кэтрин Локхарт: Локетт (2010) и Лазер (2014).
С октября 2017 года встречается с израильской моделью русско-ирландского происхождения Надей Лорен (Мора Надя Иркен-Деван). В декабре этого же года стало известно, что пара ждёт ребёнка. В начале февраля 2018 года пара рассталась, но поддерживают хорошие отношения. 20 марта 2018 года у них родилась дочь Женевьева Мария Пенц.

## Факты

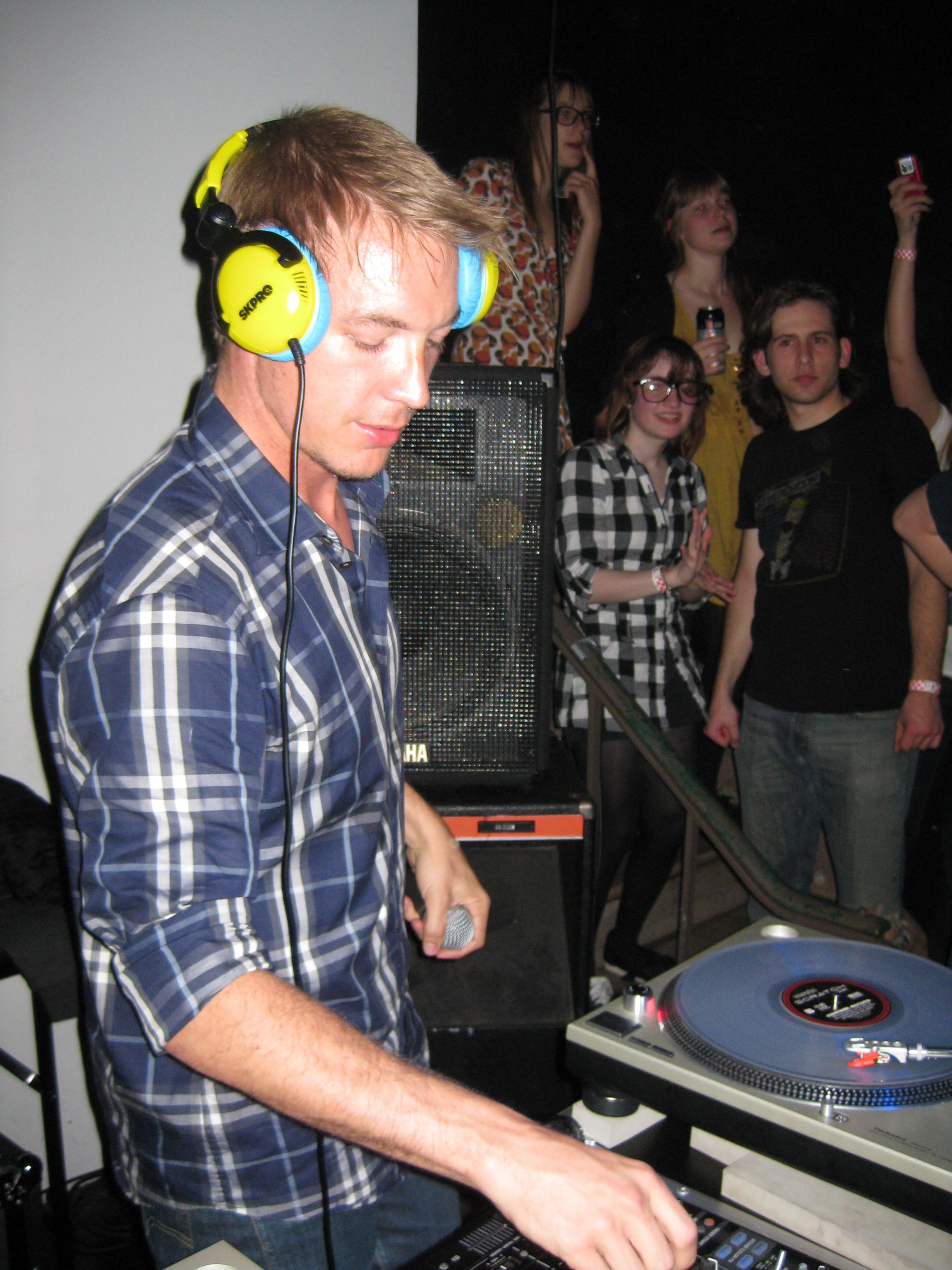
Выступление Дипло

Псевдоним Дипло — сокращённая форма слова «Диплодок», которое относится к динозаврам рода ящеротазовых динозавров из группы зауропод. Такой псевдоним — дань уважения детскому увлечению. Томас ещё ребёнком уделял много времени изучению вымерших животных.
Томас занимается благотворительностью. Будучи учителем, он работал с трудными подростками, а сейчас его собственный фонд помогает начинающим музыкантам, артистам и всем людям творческих профессий реализовать свои идеи. Также фонд помогает бывшим наркоманам пройти реабилитацию и вернуться к нормальной жизни.
Томас написал книгу «128 ударов в минуту», которую он рекомендует как «Мой визуальный гид в музыку, культуру и во все, что есть между ними». Вместе с фотографом Шейн Маккалей (Shane McCauley) Дипло совершил путешествие по всему миру от Тель-Авива до Ямайки, представляя разные стороны музыки.

## Альбомы
- Sound and Fury (2002)
- Florida (2004)
- Guns Don’t Kill People… Lazers Do (2009) (как Major Lazer)
- Express Yourself (2012)
- Free the Universe (2013) (как Major Lazer)
- Random White Dude Be Everywhere (2014)
- Skrillex and Diplo Present Jack Ü (2015) (совместно с Skrillex как Jack Ü)
- Peace Is the Mission (2015) (как Major Lazer)
- Know No Better (2017) (как Major Lazer)
- California (2018)
- Labrinth, Sia & Diplo Present… LSD (2019)
- Diplo Presents Thomas Wesley Capter 1: Snake Oil (2020)

## Фильмография
- 2014 — Мачо и ботан 2 — играет себя
- 2019 — Покемон. Детектив Пикачу — играет себя
- 2020 — Ассистент звезды — играет себя